# Burgess Owens

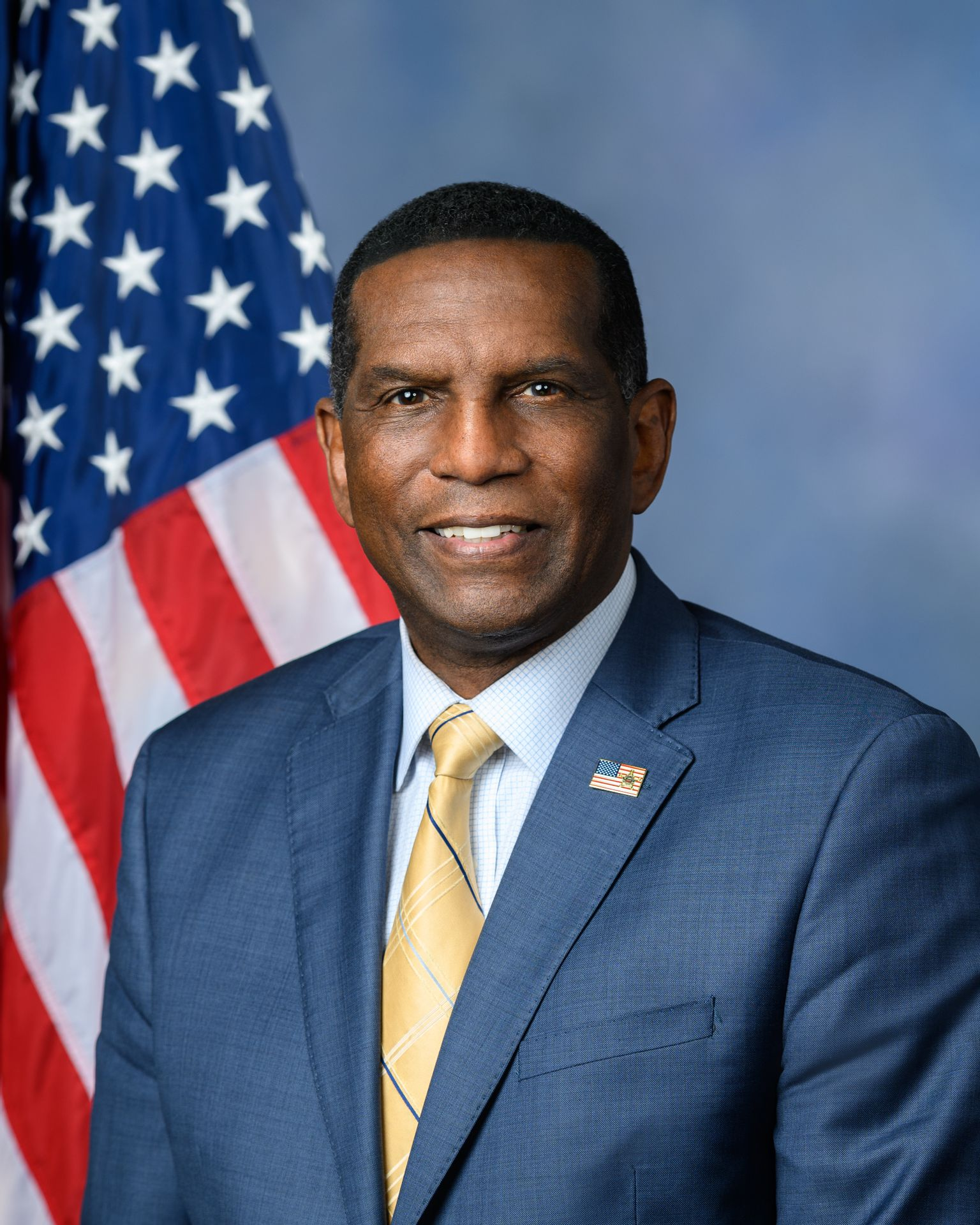
Burgess Owens (2020)

Clarence Burgess Owens (* 2. August 1951 in Columbus, Ohio) ist ein US-amerikanischer Politiker (Republikanische Partei) und ehemaliger American-Football-Spieler. Er spielte auf der Position des Safety und kam in zehn Spielzeiten für die New York Jets und die Oakland Raiders in der National Football League (NFL) zum Einsatz. Mit den Oakland Raiders gewann er in der Spielzeit 1980 den Super Bowl. Nach dem Ende seiner Sportlerkarriere war Owens als Unternehmer aktiv, seit dem 3. Januar 2021 vertritt er den vierten Distrikt des Bundesstaats Utah im Repräsentantenhaus der Vereinigten Staaten.

## Leben und sportliche Karriere
Burgess Owens wurde in Columbus geboren, wo sein Vater studierte. Die Familie stammt ursprünglich aus Texas, zog jedoch nach Ohio, da Owens Vater aufgrund der in Texas zu dieser Zeit gültigen Jim-Crow-Gesetze das Studium verweigert wurde. Später zog die Familie nach Tallahassee in Florida, wo Burgess Owens seine Jugend verbrachte. Er wuchs in einem baptistischen Elternhaus auf. In Tallahassee besuchte Owens die Rickards High School und war dort einer von vier afroamerikanischen Schülern, die im American-Football-Team aktiv waren. Nach seinem Schulabschluss im Jahr 1969 erhielt Owens als dritter Schwarzer überhaupt ein Sportstipendium für die University of Miami, wo er Biologie und Chemie studierte. Er schloss das Studium mit dem Abschluss Bachelor of Science ab. 1972 wurde er in die All-American, die amerikanische Bestenauswahl seiner Klasse, gewählt. 1980 wurde er in die University of Miami Sports Hall of Fame aufgenommen.
Beim NFL Draft 1973 wurde Burgess Owens in der ersten Runde als dreizehnter Spieler von den New York Jets ausgewählt. Am 28. Oktober 1973 erzielte er gegen die Denver Broncos als Kick Returner einen Touchdown. Während der 1970er Jahre kam Owens regelmäßig für die New York Jets zum Einsatz. 1980 wechselte er zu den Oakland Raiders, mit denen er im Januar 1981 den Super Bowl XV gewann. 1982 beendete Owens seine Karriere. Danach zog er nach New York City. Dort führte Owens mit seinem Bruder einen Elektronikmarkt, der jedoch nach kurzer Zeit Insolvenz anmelden musste. Später arbeitete er als Schornsteinfeger und Sicherheitsmann. Zwischenzeitlich zog Owens nach Philadelphia, seit 2012 lebt er in Herriman im Bundesstaat Utah. Er ist Mitbegründer und Vorstandsvorsitzender der Organisation Second Chance 4 Youth und regelmäßiger Kommentator bei Fox News.
Burgess Owens war 34 Jahre lang verheiratet und hat sechs Kinder. Seit 1982 ist er Mitglied der Kirche Jesu Christi der Heiligen der Letzten Tage.

## Politische Karriere
Im November 2019 gab Burgess Owens bekannt, bei der Wahl zum Repräsentantenhaus der Vereinigten Staaten im November 2020 als Kandidat für den vierten Kongresswahlbezirk antreten zu wollen. In der Vorwahl der Republikaner setzte er mit 43,5 Prozent der Stimmen gegen Kim Coleman und zwei weitere Kandidaten durch. Während seiner Kampagne sprach Owens sich für die Reduzierung von Unternehmensvorschriften und für Steuersenkungen aus. Des Weiteren lehnte er eine Erhöhung des Mindestlohns ab. Nach einer Aussage im Juni 2020 lehnt Owens den Affordable Care Act ab, später änderte er jedoch seine Haltung dazu.
Bei der Wahl am 3. November 2020 trat Owens gegen den Amtsinhaber Ben McAdams von der Demokratischen Partei, John Molnar von der Libertarian Party und Jonia Broderick von der Kleinstpartei United Utah an. Das Rennen zwischen Owens und McAdams war äußerst knapp. Am 14. November 2020 gratulierten US-Präsident Donald Trump und der Senator Mike Lee Owens zum Sieg, nachdem er vom Breitbart News Network zum Sieger der Wahl erklärt wurde. Zwei Tage später erklärte auch die Associated Press Owens zum Wahlsieger. Demnach erhielt Owens rund 47,7 Prozent der Stimmen und somit knapp 3700 Stimmen mehr als McAdams. Burgess Owens trat sein Mandat im Repräsentantenhaus des 117. Kongresses zum 3. Januar 2021 an. Die Primary (Vorwahl) seiner Partei konnte gegen Jake Hunsaker für sich entscheiden. Er trat am 8. November 2022 gegen Darlene McDonald von der Demokratischen Partei sowie zwei weitere Kandidaten  an und setzte sich in der Wahl zum 118. Kongress mit 61,1 % durch.
Bei der Vorwahl zur Kongresswahl 2024 hatten weder Owens noch die Demokratin Katrina Fallick-Wang in ihren Parteien Gegenkandidaten. Er erhielt in der Wahl zum 119. Kongress im November 2024 63,4 % der Stimmen. Burgess Owens aktuelle Legislaturperiode im Repräsentantenhaus des 119. Kongresses läuft bis zum 3. Januar 2027.

### Ausschüsse
Owens ist aktuell Mitglied in folgenden Ausschüssen des Repräsentantenhauses:
- Committee on Education and Labor
  - Early Childhood, Elementary, and Secondary Education (Ranking Member)
  - Workforce Protections
- Committee on the Judiciary
  - Antitrust, Commercial, and Administrative Law
  - Crime, Terrorism and Homeland Security
  - The Constitution, Civil Rights, and Civil Liberties

## Werke
- Burgess Owens: It's All About Team: Exposing the Black Talented Tenth. Paperless Publishing LLC, 2012.
- Burgess Owens: Liberalism or How to Turn Good Men into Whiners, Weenies and Wimps. Post Hill Press, 2016.
- Burgess Owens: Why I Stand: From Freedom to the Killing Fields of Socialism. Post Hill Press, 2018.